# 68-й окремий батальйон територіальної оборони
68-й окремий батальйон «Закарпатські шаркані» (в/ч А7080) — кадроване формування у складі Сил територіальної оборони України, створене з добровольців Закарпатської області. Батальйон перебуває у складі 101-шої окремої бригади територіальної оборони.

## Передісторія
19 березня 2014 Рада національної безпеки і оборони України ухвалила рішення про створення оперативних штабів при обласних державних адміністраціях прикордонних областей України. У березні 2014 року на Лівобережній Україні було створено сім батальйонів територіальної оборони, а 30 березня 2014 року в. о. президента України Олександр Турчинов доручив керівникам обласних адміністрацій почати створення батальйонів територіальної оборони в кожній області України.
30 квітня 2014 було ухвалено офіційне рішення покласти функції створення батальйонів територіальної оборони в кожній області України на обласні військові комісаріати.
Сили територіальної оборони — це окремий вид Збройних Сил України, на який покладається здійснення територіальної оборони України.
Завданнями Збройних Сил територіальної оборони України є:
- охорона та захист державного кордону;
- забезпечення умов для надійного функціонування органів державної влади, органів військового управління, стратегічного (оперативного) розгортання військ (сил);
- охорона та оборона важливих об'єктів і комунікацій;
- боротьба з диверсійно-розвідувальними силами, іншими озброєними формуваннями агресора та антидержавними незаконно утвореними озброєними формуваннями;
- підтримання правового режиму воєнного стану.

## Діяльність
24 лютого 2022 року, фактично було створено батальйон територіальної оборони, який увійшов до складу 101-шої окремої бригади територіальної оборони (101 ОБрТрО). На початку березня 2022 року 4 рота першою висунулась для виконання бойового завдання в район м. Охтирка. До квітня 2022 року проходило «бойове улагодження» батальйону, після чого батальйон приступив до виконання встановлених завдань.
Основні завдання, які ставляться перед ним — боротьба з диверсійними групами (Сумська, Харківська області), зачистка звільнених територій (Харківська область), охорона стратегічних об'єктів, участь в бойових операціях (Харківська операція, Битва за Бахмут, Курська операція), охорона державного кордону (Сумська, Харківська, Київська області).
Пункт постійної дислокації в Закарпатській області — місто Перечин.
Командування:
1. Чуйко Олександр — лютий—серпень 2022
2. Панченко Микола — вересень 2022
3. Чуйко Олександр — вересень 2022—січень 2023
4. Жарський Олександр Валентинович — лютий 2023[3][4][5]

Підрозділ ударних БПЛА
Взвод ударних безпілотників на базі 68 окремого батальйону ТрО було сформовано волею окремих командирів і спеціалістів з різних підрозділів, яких об'єднувало бажання нищити ворога, який прийшов війною на нашу землю.
5 червня 2023 року розпочався збір коштів для придбання необхідного обладнання та проведення навчання.
Була проведена рекламна кампанія під гаслом 68 дронів для 68 батальйону. До акції активно долучились мешканці Закарпаття та Рух Підтримки Закарпатських Військових.
За короткий час було сформовано основу майбутнього взводу, залучено бійців, які прагнули навчитись літати на FPV-дронах, збирати, ремонтувати дрони. Також було організоване навчання: спочатку на спеціалізованих курсах, а надалі власними силами з урахуванням військової справи, особливостей роботи в зоні бойовий дій, робота на місцевості, маскування, робота під РЕБ, робота у взаємодії з іншими підрозділами. Результатом нашої роботи було сформовано чотири незалежні екіпажі на дронах-камікадзе, а також один екіпаж на дронах-бомберах.
За короткий час існування підрозділу відбулося багато успішно виконаних бойових завдань по враженню ворожих цілей (як стаціонарних, так і рухомих). Також було спроектовано власну систему
ретрансляції сигналів для безпечної роботи екіпажу з укриття на максимальні відстані.
Паралельно з основною роботою на навчанням бійці почали створювати спільноту з іншими підрозділами 101 бригади, а також з сусідніми підрозділами та коллегами, що працюють на інших ділянках фронту. Тут розробляються інструкції та посібники для передачі знань іншим. Цими діями маємо за мету навчити якнайбільше спеціалістів, допомогти освоїти цю справу, поділитись технічним на тактичним досвідом, необхідним для успішного та безпечного виконання завдань.

## Бойовий шлях батальйону

### Закарпатська область
Перші тижні формування проходили в місті Перечин.
Четверта рота (пізніше РВП — рота вогневої підтримки) першою вийшла на виконання бойового завдання. Вже 12 березня 2022 фактично без власного автотранспорту та засобів захисту Рота була переміщена до міста Охтирка Сумської області.
Перша рота в першій половині березня 2022 отримала розпорядження на перебування в селі Волосянка-Щербин Закарпатської області.
Друга та третя роти перебували у місті Перечин.

### Донецька область
- З 13 квітня 2022 роту 68-й окремий батальйон ТрО розпочав свою бойову задачу в Донецькій області зі штабом в селі Хрестище, Донецької області.
- На початку вересня 2022 батальйон перебував на позиціях села Катеринівка, Донецької області
- Бахмутська операція — село Кліщіївка[5]

### Черкаська область
В серпні 2022 року батальйон перебував у селі Мельники, Черкаської області на поновленні. 4 рота проходила навчання на полігоні в Черкасах. По його закінченню даний підрозділ став Ротою Вогневої Підтримки.

### Харківська область
- Участь у Харківській операції
- Охорона державного кордону

### Київська область
- місто Бородянка

### Сумська область
- село Уралове

## Бойові втрати
- З початку повномасштабного вторгнення Росії 24 лютого 2022 року військова частина зазнала важких втрат, втративши 24 військовослужбовців, кожен з яких був справжнім героєм.
- село Адамівка Донецької області — втрати склали 2 бійця (серпень 2022): 20 липня 2022 року під час артилерійського обстрілу в районі Хрестищі, Краматорського району, загинули майор Веретенников Сергій Миколайович та старший солдат Товтин Петро Петрович.
- село Амбарне Харківської області — втрати склали 7 бійців (вересень 2022): 17 вересня 2022 року під час виконання розвідувальної місії між населеними пунктами Амбарне та Мілове Харківської області загинули шестеро військовослужбовців, серед них майори Панченко Микола Ігоревич та Магель Віталій Миколайович, старший лейтенант Петросян Армен Шмавонович, головний сержант Пристая Олександр Іванович, солдати Ващенко Володимир Євгенович, Толочко Артем Дмитрович та Попов Юрій Вадимович.
- село Бологівка Харківської області — втрати склали 3 бійців (листопад 2022). Чомоляк Максим Анатолійович[6]:10 листопада 2022 року внаслідок підриву на міні загинув сержант Губаль Олег Зіновійович, розвідник-радіотелефоніст. 9 листопада 2022 року втратили життя внаслідок підриву на міні солдати Станканич Микола Михайлович і Чомоляк Максим Анатолійович.
- село Кліщіївка Донецької області — втрати склали 3 бійців (січень 2023): 28 грудня 2022 року, після бойового зіткнення, було знайдено загиблими солдатів Настича Михайла Михайловича і Капальчика Дениса Анатолійовича, які служили у взводі вогневої підтримки. 27 грудня 2022 року під час виконання бойового завдання в районі Кліщіївки, Бахмутського району Донецької області, загинув солдат Мага Михайло Іванович, водій третього стрілецького взводу.
- село Уралове Сумської області — втрати склали 7 бійців (травень 2023): 11 травня 2023 року внаслідок влучання ворожого безпілотника в позицію в Сумській області загинули капітан Тягий Сергій Васильович, молодший сержант Гутай Іван Іванович, солдати Ходанич Богдан Антонович, Буртин Василь Васильович, Мешко Валентин Ярославович, Пилип'єв Едуард Мирославович та Кусік Віталій Миколайович.

## Цікаві факти
- 26 травня 2023 року ліцею у місті Перечин було присвоєно ім'я Ліцей Героїв 68-го батальйону.[7]
- У складі батальйону з 24.02.2022 служив «професор з окопу» Федір Шандор. Знаменита на увесь світ фотографія з його лекцій зроблена, у квітні 2022, на позиції «Варош», село Адамівка Донецької області.
- У листопаді 2022 року було розроблено емблему та нагороди батальйону під бойовим позивним «Закарпатські шаркані»
- Нарукавний знак 68-й окремого батальйону 101 окремої бригади ТрО Збройних сил України — декоративно-інформаційні елемент оздоблення форменого одягу військовослужбовців батальйону: на аверсі фігура Карпатської шаркані на старо-французькому щиті що дихає вогнем, двома мечами вбитими у щит; стилізованими двома гронами карпатського терруару, та написом офіційна назва батальйону «68 об ТрО», самоназва батальйону «Закарпатські шаркані»,
- відзнака 68-го окремого батальйону Територіальної оборони України: Нагрудний знак це правильний круг кольору жовтого металу з елементами темно-золотого металу, а саме: на аверсі фігура Карпатської шаркані на старо-французькому щиті що дихає вогнем, двома мечами вбитими у щит; стилізованими двома гронами карпатського терруару, та написами офіційна назва батальйону «68 об ТрО», самоназва батальйону «Закарпатські шаркані», девіз батальйону латиницею «Ubi Concordia, ibi Victoria» («Де згода, там перемога»). На реверсі Тризуб, переплетений вінок слави, та напис «24.02.2022» — дата початку бойової діяльності батальйону. Усі зображення на відзнаці — не рельєфні. У колоборації з кав'ярнею Riverside (м. Ужгород) випускається кава РВП в зернах та дріпсах. На отриманні кошти купуються необхідні підрозділу речі. 68 Батальйон є самим відомим підрозділом ТРО в Новій Зеландії, Ірландії та Іспанії. Завдяки бійцям Батальйону, що володіють іноземними мовами та відкритості командування вдалося організувати інтерв'ю провідним теле та радіо каналам цих країн. Подвиг двох кулеметників РВП з позивними Бублік та Макар отримав своє відображення у марці УКРПОШТИ. Малюнок був намальований відомим муралістом Андрій Палваль.
- РЕКРУТИНГ: у квітні 2024 року батальйон розпочав власну рекрутингову кампанію.